# Factory Girl
Factory Girl è un film del 2006 diretto da George Hickenlooper. Il regista ha scandagliato un ricco materiale di archivio per raccontare l'ascesa e il declino di una donna simbolo della contro-cultura americana, Edie Sedgwick.

## Trama
Il film racconta la vita di Edie Sedgwick, icona pop degli anni sessanta, dal successo dopo l'incontro con Andy Warhol fino al declino e alla morte avvenuta nel 1971. Giunta a New York intorno alla metà degli anni '60, Edie viene risucchiata dalla fabbrica creativa di Warhol senza riuscire a trovare un giusto equilibrio tra il mondo effimero di Warhol e quello impegnato di Bob Dylan.

## Controversie
La pellicola ha suscitato non poche polemiche, in primis da parte dei cantautori Lou Reed e Bob Dylan. Mentre Reed ha espresso pareri poco lusinghieri sulla sceneggiatura, Dylan si è infuriato a causa del ruolo di Hayden Christensen (che ricorda molto lo stesso cantautore), poiché secondo Dylan nel film sembra sia la causa del suicidio di Edie, benché vedendo la pellicola sembri invece che Dylan voglia salvare a tutti i costi Edie da Warhol.
In virtù del fatto che Dylan tentò di far eliminare ogni riferimento alla sua persona, il film ha avuto numerosi problemi di produzione: realizzato nel 2006, è uscito nelle sale italiane nel novembre del 2007.

## Produzione
Nel film appaiono, in piccoli ruoli, anche Colleen Camp, Cary Elwes e Mary-Kate Olsen.